# رنه دانگور
رنه دانگور اولین دوشیزه عراق در تاریخ عراق است.او در سال 1947 با این عنوان تاجگذاری کرد. او در دسامبر 1925 متولد شد و در یک خانواده یهودی در بغداد بزرگ شد و در 9 جولای 2008 در لندن درگذشت.